# زنان در روسیه
زنان در جامعه روسیه در طول رژیم‌های بیشماری در طول قرن‌ها، تاریخ غنی و متنوعی دارند. توجه به این نکته مهم است که از آنجا که روسیه یک جامعه چند فرهنگی است، تجربیات زنان در روسیه از نظر قومی، نژادی، مذهبی و اجتماعی به‌طور قابل توجهی متفاوت است. زندگی یک زن روسی می‌تواند به طرز چشمگیری متفاوت از زندگی یک زن باشقیری، چچنی یا یاقوت (ساوا) باشد. درست همان‌طور که زندگی یک زن از یک خانواده روستایی طبقه پایین می‌تواند متفاوت از زندگی یک زن با یک خانواده شهری طبقه متوسط باشد. با این وجود، یک بستر مشترک تاریخی و سیاسی، محلی را برای صحبت در مورد زنان در روسیه به‌طور کلی فراهم می‌کند.

## تاریخ

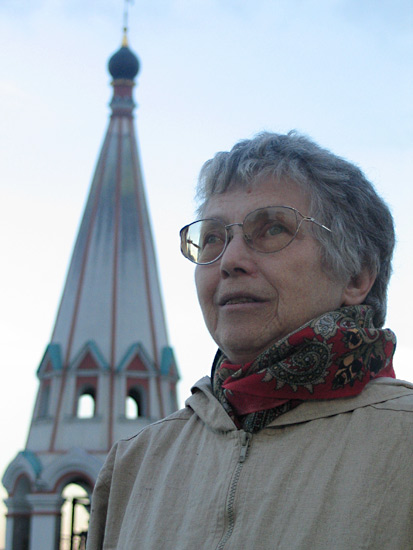
ناتالیا گوربانوفسایا در مسکو، ۲۰۰۵

شواهد باستان‌شناسی حاکی از آن است که قلمرو امروز روسیه از زمان پیشاتاریخ سکونت داشته‌است: ابزار چخماق ۱٫۵ میلیون ساله الدوایی، در منطقه داغستان آکوشا در قفقاز شمالی کشف شد و نشانگر حضور انسانهای اولیه در روسیه از همان اوایل است. اجداد مستقیم روسها اسلاوهای شرقی و مردمان فین‌واوگری هستند. در بیشتر قرن بیستم، تاریخ روسیه اساساً شامل تاریخ اتحاد جماهیر شوروی سوسیالیستی می‌شود که سقوط آن در سال ۱۹۹۱، مانند بسیاری از کشورهای سابق بلوک کمونیست اروپای شرقی، به سقوط اقتصادی و سایر مشکلات اجتماعی منجر شد.
زنان در روسیه یک گروه یکپارچه نیستند، زیرا خود این کشور بسیار متنوع است: تقریباً در روسیه ۲۰۰ گروه ملی / قومی وجود دارد (از سال ۲۰۱۰ حدود ۷۷٫۷ درصد آنها روس هستند)، و گرچه بیشتر جمعیت در این کشور قرار دارند. دین مسیحی که حداقل رسمی است، اما سایر ادیان، مانند اسلام (تقریباً ۶٪ - به اسلام در روسیه مراجعه کنید) نیز وجود دارند.
زنان مشهور در تاریخ روسیه عبارتند از آنای روسیه، الیزابت روسیه، کاترین کبیر و یکاترینا ورونونسوا-داشکووا.

### آموزش برای زنان
در قرنهای قبل از پطرس، تزارهای روس هرگز نگران آموزش مردم خود نبودند. اصلاحات آموزش و پرورش بخش بزرگی از غرب زدگی بود. با این حال، از زمان اصلاحات کاترین دوم نگذشته بود که حقوق آموزش و پرورش برای زنان و مردان اعمال می‌شد. تحصیلات برای دختران بیشتر در خانه اتفاق می‌افتاد، زیرا آنها بیشتر به خاطر تحصیل، بر یادگیری در مورد وظایف خود به عنوان همسر و مادر متمرکز بودند. تأمین آموزش رسمی برای زنان فقط از سال ۱۷۶۴ و ۱۷۶۵ آغاز شد، هنگامی که کاترین دوم ابتدا مؤسسه اسمولنی را برای دختران اشراف در سن پترزبورگ و سپس مؤسسه نوودویویچی برای دختران متداول تأسیس کرد.

## ورزش زنان

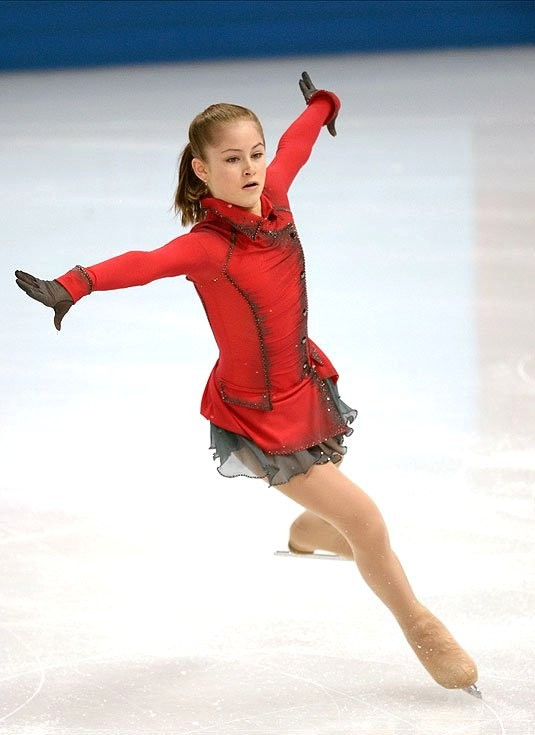
جولیا لیپنیسسایا

روسیه سابقه طولانی در اسکیت بازی زن و ژیمناستیک را دارد. اسکیت بازی یک ورزش محبوب است. در دهه ۱۹۶۰ اتحاد جماهیر شوروی به یک قدرت مسلط در اسکیت، به ویژه در اسکیت دو نفری و رقص روی یخ تبدیل شد و این حتی پس از سقوط اتحاد جماهیر شوروی ادامه یافت. ژیمناستیک هنری از محبوب‌ترین ورزش‌های روسیه است. اسوتلانا خورکینا یکی از موفق‌ترین ژیمناست‌های زن در تمام دوران است. زنان روسی همچنین در بسیاری از ورزشهای دیگر مانند دو و میدانی، بسکتبال، تنیس و والیبال در سطح بین‌المللی موفق هستند.